# Phytomyza scolopendri
Phytomyza scolopendri är en tvåvingeart som beskrevs av Goureau 1851. Phytomyza scolopendri ingår i släktet Phytomyza och familjen minerarflugor.
Artens utbredningsområde är Frankrike. Inga underarter finns listade i Catalogue of Life.